# Тимофеевка (Ульяновская область)
Тимофеевка — деревня в составе Новоникулинского сельского поселения Цильнинского района Ульяновской области. 

## География
Находится на расстоянии примерно 27 километров на юго-запад по прямой от районного центра села Большое Нагаткино. 

## История
Основана в 1678 году Тимофеем Пилюгиным. В 1913 в русской деревне было 58 дворов с населением 400 человек. В 1990-е годы работало отделение ОПХ «Новоникулинское».  

## Население
Население составляло 162 человека в 2002 году (русские 54%, чуваши 34%), 131 по переписи 2010 года.